# أنيكين هويتفيلدت
أنيكين شارنينغ هويتفيلدت (بالبوكمول: Anniken Huitfeldt) (وُلدت في 29 نوفمبر 1969) هي مؤرخة نرويجية وسياسيّة في حزب العمال.

## الحياة الشخصية
ولدت في باروم وهي ابنة النائب العام إيفر هويتفيلدت (ولد عام 1943) وسيدسيل شارنينغ (1940-1990)، وهي ابنة أخ السياسي فريتز هيوتفيلدت وحفيدة القاضي أوتي هيوتفيلدت. ترعرعت أنيكين في القرية الصغيرة يسهايم.

## المسيرة المهنية المبكرة
درست في المدرسة الثانوية العليا في ييسهيم من عام 1985 حتى عام 1988 وعملت بعدها لسنة واحدة بصفتها سكرتيرة المقاطعة لعصبة العمال الشباب وهي الجناح الشبابي لحزب العمال. درست من عام 1989 حتى عام 1992 في جامعة أوسلو العلوم السياسية والتاريخ ومن عام 1992 حتى عام 1993 درست الجغرافية في مدرسة لندن للاقتصاد. حصلت على الماجستير في التاريخ من أوسلو عام 1996.
كانت هيوتفيلدت منخرطة في العمل السياسي الطلابي منذ كانت في المدرسة بصفتها عضوًا في اللجنة المدرسية لمقاطعة أركيشوسمن عام 1986 حتى عام 1988. كانت أيضًا عضو اللجنة المركزية في فرقة الجمباز النرويجية بين عامي 1987 و1988 وفي قريتها الأصلية كانت عضو لجنة المساواة البلدية.
ترأست فرع عصبة الشباب في قريتها بين عامي 1985 و1988 وأصبحت عضو لجنة مركزية عام 1990. تقدمت لتصبح نائب قائد عصبة العمال الشباب عام 1994 وبعدها أصبحت قائد العصبة بين عامي 1996 و2000. أصبحت بين عامي 2000 و2001 نائب رئيس الاتحاد العالمي للاشتراكيين الشباب.
انتُخبت لتكون نائب ممثل في البرلمان النرويجي في الفترات التشريعية 1993-1997 و2001-2005، ودخلت اللجنة المركزية لحزب العمل عام 2002، ولكنها عملت بشكل أساسي بصفتها باحثة في منظمة فافو من 2000 حتى 2005. كتبت تقارير عن استعباد الأطفال والاتجار بالبشر وزواج الأطفال وحقوق النساء. كانت هيوتفيلدت عضو لجنة في مركز فالستاد بين عامي 2000 و2005 ومنظمة أنقذوا الأطفال في النرويج بين عامي 2001 و2005.

## السياسة البرلمانية
انتُخبت هيولفيلدت ممثلة برلمانية متفرغة للمرة الأولى عام 2005 وأعيد انتحابها في 2009 و2013. شغلت منصب نائب رئيس اللجنة المعنية بشؤون التعليم والبحث والكنيسة، وترأست منذ عام 2013 اللجنة المعنية بشؤون السياسة الخارجية والدفاع بالإضافة للجنة الموسعة لشؤون السياسة الخارجية والدفاع.
أصبحت في التاسع والعشرين من شباط عام 2008 وزيرة شؤون الأطفال والمساواة في حكومة ستولتنبرغ الثانية. أصبحت بعد تعديل وزاري في التاسع والعشرين من أكتوبر وزيرةً للثقافة. في الحادي والعشرين من سبتمبر عام 2012 أصبحت وزيرة للعمل والإدماج الاجتماعي وهو المنصب الذي حافظت عليه حتى سقوط حكومة ستولتنبرغ في أكتوبر 2013. غُطي منصبها في البرلمان من قبل نوابها جورم كيرنلي (من 2008 إلى 2009) وآري هيسليث (من 2009 إلى 2013).

## روابط خارجية
- أنيكين هويتفيلدت على موقع IMDb (الإنجليزية)